# Justiční palác v Bordeaux

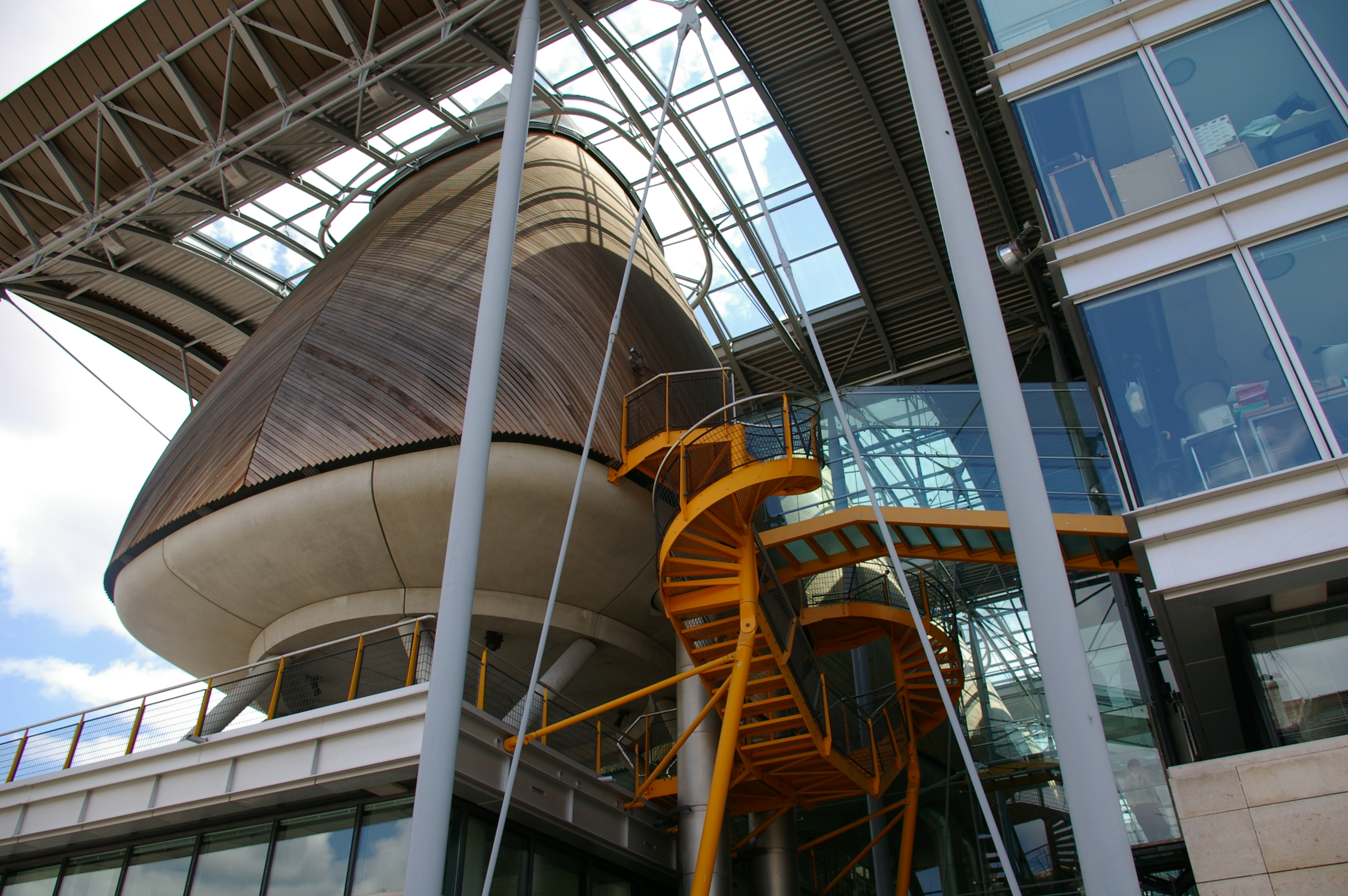
Pohled na objekt soudního sálu (přístavba)

Justiční palác (francouzsky Le Palais de Justice de Bordeaux) je budova Nejvyššího soudu v Bordeaux (francouzsky Tribunal de Grande Instance De Bordeaux), která byla postavena v letech 1839 až 1846 na základě projektu architekta Josepha-Adolpha Thiaca. Od roku 1979 je chráněnou památkou (monument historique). K budově v letech 1992-1998 přibyla přístavba, jejímž autorem byla architektonická kancelář Richard Rogers Partnership. Přístavba reprezentuje moderní architekturu města Bordeaux a stala se místem četných návštěv turistů.

## Přístavba

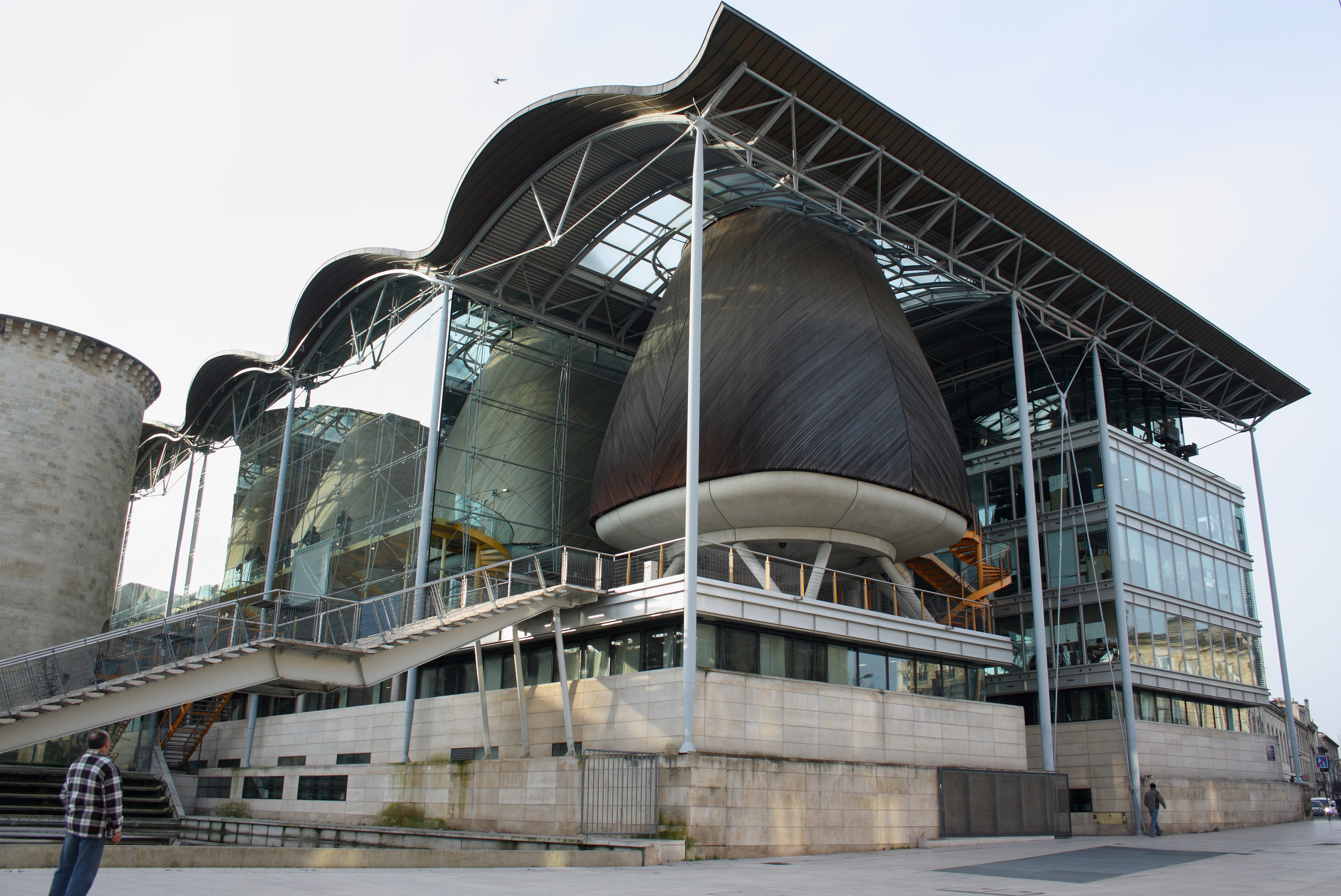
Pohled na jednotlivé soudní sály obložené cedrovým dřevem

Architektonická kancelář Richarda Rogerse vyhrála zakázku na projekt přístavby budovy soudního dvora v Bordeaux v roce 1992. Jednou z podmínek zadávajícího bylo vytvořit koncept, který svou otevřeností a přístupem k veřejnosti bude demonstrovat transparentnost francouzského soudnictví a změní pohled na tuto instituci, ale zároveň striktně oddělí provoz administrativní budovy soudců a veřejných prostor. Klíčová byla také integrace budovy do prostředí historické části města. Lord Richard Rogers byl velmi dlouho vnímán jako zastánce high-tech materiálů jako jsou sklo, hliník a ocel. Dřevěnou konstrukcí a obložením soudních sálů prolomil tuto bariéru a demonstroval ekologický přístup high-tech řešení v architektuře konce 20. století.

### Design
Veřejný vstup do budovy je přes schodiště umístěné v rohu, které překlenutím vodní plochy zpřístupňuje jádro budovy, tzv. "Salle des Pas Perdus". V této vstupní hale probíhají setkání právníků, klientů a veřejnosti. Sedm soudních sálů, obložených cedrovým dřevem vyrůstá na sloupech s travertinovou patkou. Chráněné jsou skleněnou membránou a měděnou zvlněnou střechou. S kancelářemi jsou propojeny můstky přes atrium. Toto řešení zajišťuje nerušené cesty pro veřejnost i úředníky. Použitými materiály a formou budova velmi dobře zapadá do citlivého prostředí ve kterém je umístěna. Tvary soudních síní reflektují nejen středověkou architekturu v její těsné blízkosti ale i vinařskou tradici regionu.
Prostory sálů jsou stíněny střechou a systémem slunolamů na západní fasádě regulujícím tepelné zisky. Tvar láhve umožňuje přístup denního světla přes střešní světlíky, vytváří komínový efekt pro přirozenou ventilaci prostor a má dobré akustické vlastnosti. Sály obklopuje skelný box se systémem slunolamů a ventilací ve střeše, který jim takto vytváří chráněnou atmosféru a optimalizuje tepelnou bilanci budovy v zimním i letním období. I kombinace různých materiálů jako překližka, dřevo a hliník spolu s tvarem snížily energetickou náročnost budovy.